# Afrikanska elefanter
Afrikanska elefanter (Loxodonta) är ett släkte i familjen elefanter.
Släktet indelas enligt Mammal Species of the World i två nu levande arter:
- Savannelefant, Loxodonta africana
- Skogselefant, Loxodonta cyclotis

Den senare godkänns inte av IUCN. Där listas L. africana och L. cyclotis som synonymer.
De båda nu levande arterna uppvisar en rad anatomiska skillnader, bland annat har skogselefanten (i likhet med den asiatiska elefanten) 5 tånaglar på framfoten och fyra tånaglar på bakfoten, medan stäppelefanten har fyra tånaglar på sina framfötter och tre på sina bakfötter. I gränstrakterna mellan regnskog och savann finns också blandade så kallade intermediärformer som uppvisar heterogena karaktärer.
Enligt IUCN som infogar alla afrikanska elefanter i en art lever två tredjedelar av hela beståndet i östra och södra Afrika. I dessa regioner ökar populationen med cirka 4 procent per år. Det motsvarade året 2006 cirka 15 000 exemplar. Samtidigt kan några populationer i centrala och västra Afrika vara på tillbakagång men inte lika klar som ökningen i östra och södra Afrika.
En av de mest kända afrikanska elefanterna någonsin var Jumbo.
Utöver savannelefant och skogselefant blev flera småväxta populationer från norra Afrika beskrivna som arter, bland annat Nordafrikansk elefant, Loxodonta pharaohensis. Resultaten av senare taxonomiska undersökningar gav ingen anledning att godkänna dessa populationer som arter och de vetenskapliga namnen listas som synonymer till Loxodonta africana.